# Михајло Собољевски
Михајло Собољевски — Мићо комесар (пољ. Michał Sobolewski; Домбрава, Босански Нови, 15. јул 1923 — Београд, 1. јун 2015) учесник Народноослободилачке борбе и потпуковник ЈНА.

## Биографија
Рођен је 15. јула 1923. године у некадашњем пољском насељу Домбрава, у Босанском Новом (данас Нови Град), од оца Јохана и мајке Ане Павловски, у сиромашној сељачкој породици пољских имиграната. Био је десето дете у породици, са 3 брата и 6 сестара, а у књигу рођених уписан је под именом Mihovil Sobolewski.
Основну школу завршио је у родном селу. Године 1936, сели се у село Драговци. Почетком четрдесетих година прошлог века, одлази да ради у руднику у селу Бановићи, крај Тузле.

### Народноослободилачка борба
Дана 26. новембра 1942. добровољно одлучује да приступи Народноослободилачкој војсци, тачније Другој чети Трећег батаљона која припада Другој далматинској пролетерској ударној бригади.
У борбама код Прибоја, 1943. године, рањен је у ногу и руку, приликом опкољавања усташа, Немаца и четника. Услед последица рањавања, пада са коња у замрзнуту реку, из које су га на срећу извукли његови саборци.
Вероватно пре него што је био рањен, у зиму 1943. године у Новој Вароши, Михајло Собољевски и народни херој Стево Ј. Опачић су извели смелу акцију, Михајло је опазио групу немачких и четничких војника. Стево Ј. Опачић наређује Михајлу да се сагне како би на његово раме ставио пушкомитраљезац, Стево затим пуца на непријатељске војнике. Резултат, значајни губици за немце и четнике као и добар број њихових војника који је избачен из строја. За смелу акцију, Михајло Ј. Собољевски и његов ратни друг, народни херој Стево Ј. Опачић, су били похваљени од стране својих надређених. Опачић је често причао о овој смелој акцији и храбрости тада два војника Народноослободилачке војске и партизанских одреда Југославије међу ратним друговима.
У јеку шесте непријатељске офанзиве, немачке операције Кугелблиц, Михајло је тешко рањен у главу, приликом чувања моста на реци Увац, где су се налазила четири припадника НОВЈ, међу којима је био и народни херој Стево Ј. Опачић. Изненада, услед дејстава немачких тенкова, почиње гранатирање моста, као и куће где су ослободиоци били смештени. У том тренутку Михајло Собољевски и један од његових сабораца су тешко рањени, а Михајла је погодио гелер у главу, код десног увета и у руку. Уз губитак велике количине крви и тешком муком почињу да се повлаче пузећи по снегу, праћени звуцима немачке артиљерије. Када су мислили да ће их снага издати и да неће преживети, у помоћ им је притекао народни херој Стево Опачић који им је спасао живот. Михајло је у болници провео неколико дугих месеци, борећи се за живот. Приликом поновног укључивања у ратне операције, због свог пожртвовања и залагања у тешким борбама против окупаторских снага, постао је носилац неколико медаља, међу којима су Медаља за храброст и Медаља заслуга за народ.
1944. године Михајло постаје војни делагат у Заштитном воду болнице Друге пролетерске бригаде а недуго затим и помоћник командира Треће чете Трећег батаљона Друге пролетерске бригаде, да би се потом поново вратио у Другу далматинску пролетерску бригаду.
Учествовао је у операцијама ослобођења Црне Горе, у Мостаркој операцији 1945. године, затим у операцијама Четврте армије ЈА учествује у ослобођењу Карлобага, Раба, Цреса, Лошиња и Истре. Борбени пут завршава учешћем у ослобођењу Трста, као политички комесар чете са чином потпоручника, а новембра 1945. године постаје обавештајни официр 23. српске бригаде.

### Послератни период
После рата дао је писмену изјаву за повратак кући, али на наговор виших официра, одлучује да остане у ЈНА.
Завршио је Пешадијску официрску школу ЈНА у Сарајеву, Шифрантску школу ЈНА и Политичку школу при ЈНА. Већи део војне службе провео је у Контраобавештајној служби (КОС ЈНА), где је уједно и био начелник Персоналног 17. и 29. самосталног пука, као и командант Војног подручја Славонске Пожеге и града Тузле.
Поред Михајла, и његова сестра је била учесница Народноослободилачке борбе која је умрла 1945. године. Стриц је познатом југословенском историчару пољског порекла, др. сц. Михаелу Соболевском.
Умро је 1. јуна 2015. године након краће и теже болести, у 92. години на Војномедицинској академији (ВМА) у Београду. Кремиран је на Новом гробљу у Београду, а сахрањен у породичној гробници на Земунском гробљу.

## Одликовања
Михајло Ј. Собољевски је носилац неких од следећих југословенских одликовања:
- Орден за храброст (двапут)
- Орден за војне заслуге са златним мачевима,
- Орден за војне заслуге са сребрним мачевима,
- Орден заслуга за народ са сребрном звездом,
- Орден народне армије са сребрном звездом,
- Орден рада са сребрним венцем,
- Медаља за храброст, као и већег броја других медаља и признања.

## Референцe
СЛУЖБЕНИ ЛИСТ Број 41 21. мај 1946 — Страна 443, одликован Орденом за храброст. 
СЛУЖБЕНИ ЛИСТ Број 15 21. фебруар 1948 — Страна 182, у чину потпоручника одликован Орденом за храброст, наредбом Штаба Треће армије ЈА.
Као потпуковник, одликован Орденом за војне заслуге са златним мачевима, Указом 172 од 22. децембра 1967. године, Врховног команданта Оружаних снага СФРЈ, маршала Јосипа Броза Тита.